# Associação Desportiva de Oeiras
L'Associação Desportiva de Oeiras è un club di hockey su pista avente sede a Oeiras in Portogallo.

## Palmarès

### Titoli internazionali
- Coppa delle Coppe: 3
  - 1976-77, 1977-78, 1978-79